# Roger Marcellin
Pour les articles homonymes, voir Marcellin.
Ne doit pas être confondu avec Raymond Marcellin.
Roger Marcellin, né le 25 août 1906 à Aïn Bessem (Algérie) et mort le 3 mars 2001 à Nice (Alpes-Maritimes), est un homme politique français.

## Biographie
En 1959, il est élu sénateur de Tizi Ouzou,.